# Minas de Hualapampa Alto
Minas de Hualapampa Alto es una localidad peruana ubicada en el distrito de Huarmaca, perteneciente a la provincia de Huancabamba del departamento de Piura, al norte del Perú. 

## Ubicación
Minas de Hualapampa Alto se ubica al sureste de la provincia de Huancabamba, en el distrito de Huarmaca, en el departamento de Piura.

## Demografía
En 2017 Minas de Hualapampa Alto tenía una población de 31 habitantes.